# Super Mario All-Stars – 25th Anniversary Edition
Super Mario All-Stars – 25th Anniversary Edition, conocido en América como Super Mario All-Stars – Limited Edition, y en Japón como Super Mario Collection – Special Pack (スーパーマリオコレクション スペシャルパック), es una conversión de Super Mario All-Stars de Super Nintendo para Wii de edición limitada, como parte de la celebración del 25 aniversario de Super Mario Bros. en 2010. El videojuego es igual a la versión de Super Nintendo, es decir, sin mejoras gráficas, aunque la novedad es que incluye un folleto llamado "Super Mario History: 1985-2010", que abarca desde el primer Super Mario Bros. hasta Super Mario Galaxy 2 y un CD de música de la mayoría juegos principales de la saga hasta ese entonces.
El título se puede jugar con el Wii Remote (en modo horizontal), el Wii Classic Controller (en todas sus variaciones) y el GameCube Controller. La flexibilidad del control es la única novedad respecto del original ya que, todos los demás aspectos son iguales a la versión de 1993 (en Europa incluso, el título sólo funciona a 50Hz), no se optó por incluir gráficos panorámicos y tampoco una resolución de 480p (formato NTSC) o 576p (formato PAL), si no que mantiene su resolución original de 240p escalado a 480p o 576p (similar a los relanzamientos en la Consola Virtual).
Dado al enorme éxito del mismo, el juego se relanzó junto con la línea de Nintendo Selects en 2016, la única diferencia es que ya no incluye el CD con los soundtracks y tampoco el libro de la historia de Mario.

## Lanzamiento
Este videojuego es un relanzamiento de Super Mario All-Stars de Super Nintendo Entertainment System lanzado originalmente en 1993, esta versión se relanzó como motivo del 25 aniversario de Super Mario Bros. Fue lanzado en Japón el 21 de octubre de 2010, en América el 12 de diciembre de 2010 y en Europa el 3 de diciembre de 2010. El lanzamiento se caracteriza por ser incluido en un box set que incluía añadidos extra como el libro y CD de "Super Mario History: 1985-2010".
Fue uno de los videojuegos más vendidos de 2010 y se agotó rápidamente, por lo que Nintendo decidió relanzar nuevamente el videojuego el 11 de marzo de 2016 como parte de la línea Nintendo Selects a un precio reducido, sin incluir el contenido extra del lanzamiento original.

## Lista de juegos
- Super Mario Bros. (Lanzado originalmente el 13 de septiembre de 1985).
- Super Mario Bros. - The Lost Levels (Super Mario Bros. 2: For Super Players en Japón).[2] (Lanzado originalmente el 3 de junio de 1986).
- Super Mario Bros. 2 (Super Mario USA en Japón). (Lazado originalmente el 9 de octubre de 1988).
- Super Mario Bros. 3. (Lanzado originalmente el 23 de octubre de 1988).

Todos los juegos son remasterizaciones a 16-bits de sus versiones originales de 8-bits de la Nintendo Entertainment System (Famicom Disk System en el caso de The Lost Levels).

## Super Mario History: 1985-2010
Fue incluido como extra en la edición limitada del juego en su lanzamiento original de 2010, incluida en un estuche individual con la caja color rojo. La portada mostraba un televisor antiguo con la pantalla de título de Super Mario Bros., además de mostrar una Famicom/NES (Dependiendo de la región) con la caja del juego original de Super Mario Bros. además de otros cartuchos con sus portadas no muy visibles.

### Libro
Se incluyó un libro de 28 páginas cuya portada es el sprite clásico de Mario de 8-bits, pero cada cuadro del Sprite es representado por diversos juegos de la saga, desde Super Mario Bros. hasta Super Mario Galaxy 2.
En el libro incluye algunas imágenes de los juegos, así como fotos inéditas de los storyboards y sketches de Super Mario Bros., Super Mario 64 y Super Mario Galaxy 2, también fotos del personal que trabajó en alguno de los juegos de Mario, como Shigeru Miyamoto o varios miembros más, incluso una de varios trabajadores de Nintendo formando el número 25, también se incluyen fotos de algunos productos de Super Mario así como artes oficiales de los personajes y la portada, disco o cartucho e imágenes de los juegos principales de Mario junto con sus fechas de lanzamiento (Las fechas varían dependiendo de la región), acompañado de citas de Shigeru Miyamoto, Takashi Tezuka y Koji Kondo que narran como fue para ellos la creación de cada juego o alguna curiosidad del mismo. Algo muy curioso es que la versión americana pone que Super Mario Bros. se lanzó el día 18 de octubre de 1985, a pesar de que hay un enorme debate acerca de la fecha exacta del lanzamiento del juego en Norteamérica.
Curiosamente, en la versión Japonesa hay una página dedicada a Super Mario Bros.: The Lost Levels, la cual en la versión Americana fue cambiada por imágenes de Super Mario All-Stars de Super Nintendo pero con las citas de Miyamoto, Tezuka y Kondo hablando de The Lost Levels (Esto debido a que el juego no había sido lanzado fuera de Japón hasta el lanzamiento de All-Stars), la versión Europea y de Australia es exactamente igual al libro de la versión japonesa, pero con los textos traducidos a los respectivos idiomas de su región, con las mismas imágenes y fechas de lanzamientos de los juegos en Japón (Probablemente porque en ambas regiones Super Mario Bros. se lanzó hasta 1987), el único cambio siendo que a un costado de cada juego se le agrega la portada de las versiones PAL.
La versión Japonesa, Europea y Australiana tiene un color amarillo similar al cartucho original Super Mario Bros. de Famicom como el fondo de todas las páginas, pero en la versión Americana fueron cambiadas a un color rojo similar a la gorra de Mario en Super Mario 64, así como agregar las portadas y cartuchos o discos de todos los juegos en su versión americana, mientras que en toda la región se mantuvo el Inglés como único idioma traducido.
Al comienzo del libro se muestra una línea de tiempo desde 1985 hasta 2010, mostrando el lanzamiento de cada juego principal de Super Mario y también el año de lanzamiento de cada consola de Nintendo desde la NES hasta la Wii, también haciendo menciones a los otros relanzamientos de los juegos de Super Mario como Super Mario Bros. Deluxe de Game Boy Color, la serie de Super Mario Advance para Game Boy Advance, Super Mario 64 DS para Nintendo DS, etc. A pesar de que la Game Boy es mostrada en la línea de tiempo, en ningún lado del libro se hace una referencia o mención a Super Mario Land y Super Mario Land 2: 6 Golden Coins, tampoco se incluyó algún tema musical de ambos videojuegos en el soundtrack CD, posiblemente porque Miyamoto, Tezuka y Kondo no trabajaron en el desarrollo de ambos títulos.

### Soundtrack
Se incluyó un disco CD con varios temas musicales de los juegos de Super Mario, así como algunos efectos de sonido de Super Mario Bros.
| Soundtrack CD |                                                           |                            |                            |          |  |
| N.º           | Título                                                    | Música                     | Escritor(es)               | Duración |  |
| 1.            | «Super Mario Bros. – Ground Theme»                        | Koji Kondo                 | Koji Kondo                 | 3:11     |  |
| 2.            | «Super Mario Bros. 2 – Ground Theme»                      | Koji Kondo                 | Koji Kondo                 | 1:41     |  |
| 3.            | «Super Mario Bros. 3 – Athletic Theme»                    | Koji Kondo                 | Koji Kondo                 | 1:14     |  |
| 4.            | «Super Mario World – Ground Theme»                        | Koji Kondo                 | Koji Kondo                 | 1:47     |  |
| 5.            | «Super Mario 64 – Slider»                                 | Koji Kondo                 | Koji Kondo                 | 2:45     |  |
| 6.            | «Super Mario Sunshine – Delfino Plaza»                    | Koji Kondo; Shinobu Tanaka | Koji Kondo; Shinobu Tanaka | 2:59     |  |
| 7.            | «New Super Mario Bros. – Main Theme»                      | Koji Kondo                 | Koji Kondo                 | 2:58     |  |
| 8.            | «Super Mario Galaxy – Main Theme»                         | Mario Galaxy Orchestra     | Koji Kondo; Mahito Yokota  | 4:02     |  |
| 9.            | «New Super Mario Bros. Wii – Title Theme»                 | Koji Kondo                 | Koji Kondo                 | 1:40     |  |
| 10.           | «Super Mario Galaxy 2 – Main Theme (Trailer Arrangement)» | Mario Galaxy Orchestra     | Koji Kondo; Mahito Yokota  | 2:04     |  |
| 11.           | «Super Mario Bros. – Coin»                                | Koji Kondo                 | Koji Kondo                 | 0:05     |  |
| 12.           | «Super Mario Bros. – Small Mario Jump»                    | Koji Kondo                 | Koji Kondo                 | 0:05     |  |
| 13.           | «Super Mario Bros. – Power-Up»                            | Koji Kondo                 | Koji Kondo                 | 0:05     |  |
| 14.           | «Super Mario Bros. – 1-Up»                                | Koji Kondo                 | Koji Kondo                 | 0:05     |  |
| 15.           | «Super Mario Bros. – Pipe Travel/Power Down»              | Koji Kondo                 | Koji Kondo                 | 0:05     |  |
| 16.           | «Super Mario Bros. – Hurry Up»                            | Koji Kondo                 | Koji Kondo                 | 0:05     |  |
| 17.           | «Super Mario Bros. – Lost a Life»                         | Koji Kondo                 | Koji Kondo                 | 0:05     |  |
| 18.           | «Super Mario Bros. – Game Over»                           | Koji Kondo                 | Koji Kondo                 | 0:06     |  |
| 19.           | «Super Mario Bros. – Course Clear»                        | Koji Kondo                 | Koji Kondo                 | 0:07     |  |
| 20.           | «Super Mario Bros. – World Clear»                         | Koji Kondo                 | Koji Kondo                 | 0:07     |  |
| 25:24         |                                                           |                            |                            |          |  |

## Crítica
Aunque Super Mario All-Stars de Super Nintendo tuvo muy buenas críticas, la edición de 25 aniversario no tuvo la misma suerte, recibiendo críticas en su mayoría mixtas.
Aunque si bien la crítica y el público elogió la presentación y el contenido extra del CD y del libro, tuvo bastantes quejas por la poca innovación del juego, ya que es exactamente el mismo juego sin cambios, incluso sin cambiarle el año de publicación original en la pantalla de título (Aún mostrando el año 1993 en dicha pantalla) y tampoco quitaron el símbolo del control de Super Nintendo en la pantalla de selección de archivo al elegir alguno de los 4 juegos.
Una crítica muy común que recibió este lanzamiento, fue que Nintendo vendió un juego de Super Nintendo a sobreprecio de $30 dólares, cuando en la Consola Virtual cada uno de los videojuegos originales de NES costaba $5 dólares ($6 dólares en el caso de The Lost Levels), mientras que los juegos de Super Nintendo rondaban al rededor de los $8 dólares.
También otra cosa que molestó a algunos fanáticos es de que no agregaron la versión que incluía, además de los 4 juegos originales, a Super Mario World con algunos pocos cambios de su versión original, la cual se lanzó por tiempo limitado en 1994.